# Зоренці
Зоренці (словен. Zorenci) — поселення в общині Чрномель, Південно-Східна Словенія, Словенія. Висота над рівнем моря: 167,1 м.